# Laize-la-Ville
Laize-la-Ville is een plaats en voormalige gemeente in het Franse departement Calvados in de regio Normandië en telt 428 inwoners (2005). De plaats maakt deel uit van het arrondissement Caen.

## Geschiedenis
Laize-la-Ville maakte tot 22 maart 2015 deel uit van het kanton Bourguébus. Toen het kanton werd opgeheven werd de gemeente ingedeeld bij het aangrenzende kanton Évrecy. Op 1 januari 2017 fuseerde Laize-la-Ville met Clinchamps-sur-Orne tot de commune nouvelle Laize-Clinchamps.

## Geografie
De oppervlakte van Laize-la-Ville bedraagt 1,8 km², de bevolkingsdichtheid is 237,8 inwoners per km².
De onderstaande kaart toont de ligging van Laize-la-Ville met de belangrijkste infrastructuur en aangrenzende gemeenten.

## Demografie
Onderstaande figuur toont het verloop van het inwonertal (bron: INSEE-tellingen).
Vanwege een beveiligingsprobleem met de MediaWiki Graph-software is het momenteel niet mogelijk deze grafiek weer te geven. Zodra de software is bijgewerkt zal de grafiek vanzelf weer zichtbaar worden.